# Zinzan Brooke
Pour les articles homonymes, voir Brooke.
Pas d'image ? Cliquez ici

a Compétitions nationales et continentales officielles uniquement.

b Matchs officiels uniquement.
Zinzan Valentine Brooke, né le 14 février 1965 à Waiuku sous le nom de Murray Zinzan Brooke (qui sera modifié par deed poll en Zinzan Valentine Brooke), est un joueur de rugby à XV néo-zélandais. Il évolue au poste de troisième ligne aile et troisième ligne centre.
International néo-zélandais entre 1987 et 1997, obtenant 58 sélections et inscrivant 89 points, il participe à trois éditions de la coupe du monde, en 1987 où la Nouvelle-Zélande devient championne du monde, en 1991 et en 1995, où il dispute la finale face à l'Afrique du Sud. Avec les All Blacks, il remporte les deux premières éditions du Tri-nations.
Avec les Auckland Blues, il remporte les deux premières éditions du Super 12, en 1996 et 1997.
Considéré comme un des joueurs emblématiques de l'équipe de Nouvelle-Zélande des années 1990, il est le frère aîné de Robin, qui fut aussi international néo-zélandais et le frère cadet de
Martin.

## Biographie
Formé au Mahurangi College, Zinzan Brooke fait ses débuts dans le haut niveau du rugby en 1986. Il joue pour la province d'Auckland aux côtés d'autres internationaux ou futurs internationaux néo-zélandais comme Sean Fitzpatrick, Michael Jones, Grant Fox, John Kirwan ou son frère Robin Brooke. Cette province domine à l'époque le National Provincial Championship et Zinzan Brooke remporte huit titres entre 1987 et 1997. En 1987, il bénéficie de la blessure de Mike Brewer pour être intégré à l'équipe de Nouvelle-Zélande appelée à disputer la Coupes du monde de rugby 1987. Il fait ses débuts internationaux lors du Tournoi contre l'Argentine et marque un essai lors de ce match. C'est son seul match du tournoi puisqu'il est barré au poste de troisième ligne centre par Wayne Shelford.
Régulièrement sélectionné avec les All Blacks, ce n'est qu'en 1990 qu'il devient réellement titulaire même s'il doit composer avec les blessures et les caprices des sélectionneurs. En tant que Māori, il devient également le leader du haka, poste tenu également auparavant par Wayne Shelford.
Lors du mondial 1991, il participe comme titulaire cette fois, à sa deuxième coupe du monde mais la Nouvelle-Zélande est éliminée en demi-finale par l'Australie. Il participe à sa troisième coupe du monde lors de l'édition 1995 et se distingue en inscrivant un drop de 47 mètres lors d'un match contre l'Angleterre. Zinzan Brooke, adroit dans cet exercice, une qualité rare pour un avant, inscrit trois drops sous le maillot des Blacks. La Nouvelle-Zélande échoue cependant en finale contre l'Afrique du Sud.
Lors de la tournée effectuée l'année suivante en Afrique du Sud, il prend sa revanche en remportant la série 3-1. Il termine sa carrière internationale en 1997, année au cours de laquelle les Blacks remportent dix victoires, finissant sur un nul à Twickenham contre les Anglais.
En 1996 et 1997, alors que le rugby est devenu professionnel, Zinzan Brooke remporte les deux premières éditions du Tri nations, tournoi où s'affrontent les trois grandes nations de l'hémisphère sud, Nouvelle-Zélande, Australie et Afrique du Sud. Il remporte aussi avec la franchise des Auckland Blues, les deux premières éditions du Super 12.
Il termine sa carrière internationale en 1997, année au cours de laquelle les Blacks remportent dix victoires, finissant sur un nul à Twickenham contre les Anglais. Il quitte la Nouvelle-Zélande en 1997 et rejoint l'équipe anglaise des Harlequins de Londres avec qui il joue jusqu'en 2001. En 2002, il rejoint l'équipe de Coventry qui joue en National Division One puis quitte le rugby professionnel et joue un temps pour le club amateur de Windsor.
Avec les All Blacks, Zinzan Brooke dispute 100 matches (dont 58 test-matchs) et marque 42 essais (dont 17 en test-matchs, ce qui constitue le record pour un avant). Outre les All Blacks, il joue aussi pour les Barbarians lors deux tournées en 1999 et 2000 et pour l'équipe des Māori de Nouvelle-Zélande de rugby à XV.

## Palmarès

### En club
Zinzan Brooke remporte deux éditions du Super 12 avec les Auckland Blues en 1996 et 1997. Il remporte également le National Provincial Championship en 1987, 1988, 1989, 1990, 1993, 1994, 1995, 1996 et le Ranfurly Shield en 1995, 1996.

### En équipe nationale
- Vainqueur de la Coupe du monde 1987
- Finaliste de la Coupe du monde 1995
- Troisième de la Coupe du monde 1991
- Vainqueur du Tri-nations en 1996 et 1997.

## Statistiques

### En équipe nationale
Zinzan Brooke obtient 58 sélections en test match avec les All Blacks, entre le 1er juin 1987 à Wellington contre l'Argentine et le 6 décembre 1997 à Twickenham contre l'Angleterre. Lors de ces tests, il inscrit 89 points se décomposant en 17 essais et trois drops,,.
Il participe à trois éditions de la coupe du monde, disputant une rencontre, face à l'Argentine, lors de la première édition en 1987 où la Nouvelle-Zélande devient championne du monde. Il dispute cinq rencontres lors de la Coupe du monde 1991, face à l'Angleterre, l'Italie, le Canada, l'Australie et l'Écosse. Les All Blacks termineront troisième de la compétition en battant l'Ecosse. Lors de Coupe du monde 1995, il joue contre le Japon, l'Écosse, l'Angleterre et lors de finale perdue face à l'Afrique du Sud.
Il participe également aux deux premières éditions du Tri-nations, en 1996 et 1997, toutes deux remportées par la Nouvelle-Zélande. Lors de chacune de ces éditions, il dispute les quatre rencontres de son équipe, remportant l'ensemble de celles-ci. Il inscrit un essai.
Il participe également à 42 autres rencontres avec les All Blacks, où il inscrit 106 points, 25 essais, et officie à cinq reprises au poste de capitaine. Son total avec les All Blacks est ainsi de 189 points.

## Style de jeu
Zinzan Brooke est un considéré comme l'un des meilleurs troisième ligne de son époque. Joueur agile, polyvalent, adroit au pied, l'ancien international anglais Will Carling avait dit à son propos qu'il « avait une adresse dans le jeu au pied et à la main meilleure que certains demis d'ouverture internationaux ». Très prolifique, il aurait inscrit plus de 150 essais durant sa carrière. Il réussit ainsi trois drops en carrière avec les All Blacks.